# Vipsania Agrippina
Vipsania Agrippina (Kr. e. 36. – Kr. u. 20.) Marcus Vipsanius Agrippa, Augustus hadvezérének, barátjának és örökösének gyermeke első házasságából. Kr. e. 20-ben a később császári trónra lépő Tiberius első felesége lett, akinek ő szülte egyben egyetlen vér szerinti gyermekét, Drusus Iulius Caesart. Kr. e. 12-ben dinasztikus okokból elválasztották Tiberiustól. Újraházasodva az arisztokrácia megbecsült tagjaként élte le élete hátralevő részét.

## Származása, családja
Marcus Vipsanius Agrippa Kr. e. 37-ben vette feleségül Pomponia Caecilia Atticát, a tehetős, lovagrendi történetíró, a Ciceróval baráti viszonyban lévő Titus Pomponius Atticus és Caecilia Pilia nevű feleségének leányát. (Utóbbi édesanyja révén Marcus Licinius Crassus, a triumvir unokája volt.) Vipsania a pár egyetlen gyermeke volt, bár egyes elképzelések szerint volt egy nővére, aki Quintus Haterius, a neves szónok felesége.

## Élete
Octavianus és apja már első születésnapja előtt megkötötte az eljegyzését előbbi idősebb mostohafiával és potenciális örökösével, Tiberiusszal. A házasság megkötésére Kr. e. 20-ban került sor, és a politikai frigy boldognak és harmonikusnak bizonyult. Az ifjú párnak Kr. e. 13-ban született meg egyetlen gyermeke, Drusus Iulius Caesar. A trónörökösnek tekinthető Agrippa Kr. e. 12 márciusában elhunyt, ekkor özvegyét, Julia Caesarist Augustus dinasztikus politikája Tiberiushoz kényszerítette, aki emiatt kénytelen volt elválni szeretett feleségétől, hogy elvehesse a császár hírhedten erkölcstelen életet élő lányát. Vipsania ekkor éppen várandós volt, de a trauma miatt elvetélt. Tiberius megkeseredett, azonban felsőbb utasításra nem is találkozhatott első feleségével többé.
Vipsania később feleségül ment Caius Asinius Gallus senatorhoz, a híres szónok, Caius Asinius Pollio fiához. Öt fiuk született, és Gallus állítólag még Drusust is saját gyermekének vallotta.
Vipsania békében, kora egyik legprominensebb asszonyaként halt meg 20-ban, volt férje uralkodása idején. 21 és 23 között fia, Drusus szobrokkal, feliratokkal és érmékkel tisztelgett az emlékének. Második férje, Gallus 33-ban, jóval az elhunyta után halt éhhalált Tiberius császár börtönében.

## Vipsania és Gallus utódai
- Caius Asinius Pollio, 23 consulja. 45-ben összeesküvés vádjával száműzték. Asinia, Pollio lánya állítólag nagyon hasonlított nagyanyjára, ezért Tiberius vonzódott hozzá.
- Marcus Asinius Agrippa, 25 consulja. 27-ben hunyt el. Fia, Marcus Asinius Marcellus 54-ben consul, majd Nero idejének megbecsült senatora volt.
- Asinius Salonius, 22-ben hunyt el. Férjjelölt volt Germanicus és Agrippina lányai, Iulia Livilla, Drusilla és Agrippinilla számára.
- Asinius Celer és Asinius Lupus, akikről keveset tudunk. Seneca említi őket Az isteni Claudius tökké válása című szatírájában.

Vipsania és Gallus egyik leszármazottja, Pomponia Gracina híres asszony lett. Elképzelhető, hogy keresztény volt, és hosszú, boldogtalan életet élt. Férje volt Aulus Plautius, aki Britannia meghódítását vezette tábornokként, és sikereiért ovatiót tarthatott. Nero megölette a fiukat, valószínűleg mivel anyja, Agrippinilla szeretője volt, és veszélyt jelenthetett a trónjára.

## Külső hivatkozások
- Vipsania Agrippina (Britannica)